# Черомеи, Лидия
Лидия Черомеи (англ. Lydia Cheromei; 15 мая 1977 года) — кенийская бегунья на средние и длинные дистанции.
Родилась в провинции Баринго. Выступать на соревнованиях начала в 13 лет, когда стала бронзовым призёром чемпионата мира по лёгкой атлетике среди юниоров на дистанции 10 000 метров — 33:20.83. В 1991 году выиграла чемпионат мира по кроссу среди юниоров. В 1995 году заняла седьмое место в финале Гран-При IAAF на дистанции 3000 метров.
На Олимпийских играх 1996 года заняла десятое место на дистанции 10 000 метров. Между олимпийскими играми выступала в различных международных соревнованиях. На Олимпийских играх 2000 года выступала на дистанции 5000 метров, где заняла шестое место с результатом — 14:47.35.
С 2005 по 2007 год была дисквалифицирована от выступления на соревнованиях, в связи с допингом. Хотя сама Лидия утверждала, что найденный у неё в крови кломифен был лекарством, которое ей выписала лечащий врач, ей не удалось избежать наказания. После возвращения в большой спорт приняла участие в Роттердамском полумарафоне, который выиграла с результатом — 1:08:35.
В 2009 году стала победительницей Амстердамского марафона. В 2011 году выиграла Пражский полумарафон.

## Личные рекорды
- 1500 метров — 4:13.06 (2000)
- 3000 метров — 8:29.14 (2000)
- 5000 метров — 14:46.72 (1997)
- 10 000 метров — 31:41.09 (1992)
- 10 км — 31:33 (2004)
- 15 км — 47:02 (2004)
- Полумарафон −1:09:00 (2004)
- Марафон — 2:22:34 (2011)